# Каті Каверзасіо
Каті Каверзасіо (нар. 28 вересня 1972) — колишня швейцарська тенісистка.
Найвищу одиночну позицію світового рейтингу — 34 місце досягла 30 квітня 1990, парну — 45 місце — 23 вересня 1991 року.
Здобула 2 одиночні титули туру ITF.
Найвищим досягненням на турнірах Великого шолома було 2 коло в одиночному та парному розрядах.

## Фінали турнірів WTA

### Одиночний розряд: 1 (поразка)
| Результат | Дата                | Турнір              | Рівень      | Покриття | Суперниця     | Рахунок       |
| --------- | ------------------- | ------------------- | ----------- | -------- | ------------- | ------------- |
| Поразка   | Mantegazza Cup 1989 | Ilva Trophy, Італія | Категорія 1 | Ґрунт    | Карін Кентрек | 3–6, 7–5, 3–6 |

### Парний розряд: 1 (поразка)
| Результат | Дата                      | Турнір         | Рівень  | Покриття | Партнерка       | Суперниці                      | Рахунок  |
| --------- | ------------------------- | -------------- | ------- | -------- | --------------- | ------------------------------ | -------- |
| Поразка   | Geneva European Open 1991 | WTA Swiss Open | Tier IV | Ґрунт    | Мануела Малеєва | Ніколь Брадтке Елізабет Смайлі | 1–6, 2–6 |

## Фінали ITF

### Одиночний розряд (2–0)
| турніри $25,000 |
| турніри $10,000 |

| Результат | Дата           | Турнір              | Покриття | Суперниця     | Рахунок       |
| --------- | -------------- | ------------------- | -------- | ------------- | ------------- |
| Перемога  | 8 червня 1987  | ITF Карпі, Італія   | Ґрунт    | Лаура Лапі    | 6–1, 6–2      |
| Перемога  | 11 квітня 1988 | ITF Казерта, Італія | Ґрунт    | Андреа Віейра | 6–2, 3–6, 7–5 |